# Jalen Lecque
Jalen Evander Lecque (Manhattan, 13 giugno 2000) è un cestista statunitense.